# آنوسیالا (ماناکارا)
آنوسیالا (به لاتین: Anosiala) یک منطقهٔ مسکونی در ماداگاسکار است که در Manakara واقع شده‌است. آنوسیالا ۹٬۰۰۰ نفر جمعیت دارد.